# 翁瑛敏

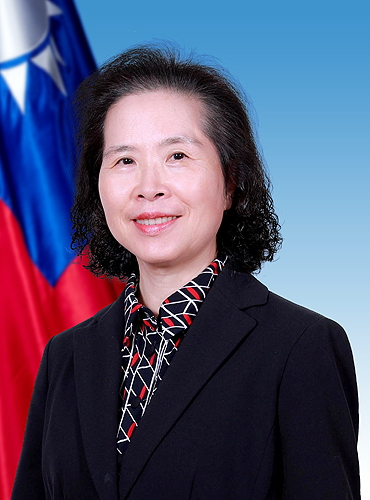
外交部刊登肖像照

翁瑛敏，中華民國外交官、政府官員。

## 學歷
- 國立臺灣大學政治學系學士[1]
- 國立政治大學外交研究所碩士[1]

## 經歷
- 外交部領事事務司薦任科員（1986年－1987年）
- 外交部國際組織司薦任科員（1987年－1990年）
- 駐紐約臺北經濟文化辦事處秘書（1990年－1996年）
- 外交部條約法律司秘書回部辦事（1996年－1998年）
- 外交部領事事務局秘書室主任（1998年）
- 外交部領事事務局人事室主任（1998年－2001年）
- 駐泰國台北經濟文化辦事處秘書（2001年－2006年）
- 駐泰國臺北經濟文化辦事處副組長（2006年－2007年）
- 外交部研究設計委員會副組長回部辦事（2007年－2009年）[註 1]
- 外交部研究設計委員會執行秘書（2009年－2011年）
- 駐墨爾本臺北經濟文化辦事處總領事銜處長（2011年－2016年）[註 2]
- 外交部研究設計會處長回部辦事（2016年－2017年）
- 外交部非政府組織國際事務會執行長（2017年－2018年）
- 北美事務協調委員會秘書長（2018年－2019年）[註 3]
- 臺灣美國事務委員會秘書長（2019年）
- 外交部中部辦事處處長（2019年－）

| 中華民國政府職務    | 中華民國政府職務                                           | 中華民國政府職務    |
| ------------------- | ---------------------------------------------------------- | ------------------- |
| 前任： 宋子正       | 中華民國外交部中部辦事處處長 2019年11月－                  | 繼任： '            |
| 前任： 機構更名續任 | 臺灣美國事務委員會秘書長 2019年                            | 繼任： 王雪虹       |
| 前任： 王樂生       | 北美事務協調委員會秘書長 2018年8月－2019年                 | 繼任： 機構更名續任 |
| 前任： 周麟         | 中華民國外交部非政府組織國際事務會執行長 2017年5月－2018年 | 繼任： 賴銘琪       |
| 前任： 嚴克明       | 中華民國駐墨爾本處長 2011年11月－2016年9月                 | 繼任： 莊麗馨       |